# 真壁家幹
真壁 家幹（まかべ いえもと、明応5年5月5日（1496年6月15日） - 永禄8年8月6日（1563年8月31日））は、戦国時代の常陸国の国人領主。真壁郡真壁城主。真壁治幹の子。子に真壁久幹がいる。号は樗蒲軒、法名は道俊。真壁氏の系図に載せられている名前は宗幹（むねもと）であるが、同時代の史料から確認できる名前は家幹である。
楽法寺所蔵の大般若経にある奥書には天文年間に「真壁安芸守家幹」が寄進したと明記されており、近年の研究では真壁氏の『当家大系図』に記された「宗幹」は後世の誤記で、正しくは家幹であったとされている。
永正年間に古河公方・足利政氏と嫡男・高基が争った際に真壁氏は当初政氏を擁していたが途中で高基方に転じており、この方針転換が家督継承のきっかけであったとみられている。
大永年間に古河公方・足利高基の末弟・基頼を擁して高基・小田政治と争うが、基頼が高基のもう一人の弟である小弓公方・足利義明の元へ奔ると、今度は小田政治と大掾忠幹を和解させて高基の嫡男・足利晴氏を擁した。所謂河越夜戦では、小田政治とともに足利晴氏方についたとみられるが、北条氏康に敗れたために苦境に立たされることになる。
天文年間末から弘治年間に隠居・出家して、筑波山の近くに樗蒲軒という邸宅とを建てたいう。
他の大掾氏系一族と同様に鹿島神宮への崇敬が厚く、その保護に努めた。また、連歌に優れて連歌師として名高い宗牧とも親交があった。